# Das Gesetz des Nordens
Das Gesetz des Nordens ist ein in Kanada spielendes, 1939 gedrehtes Filmmelodram von Jacques Feyder mit Michèle Morgan und Pierre Richard-Willm in den Hauptrollen. 

## Handlung
Irgendwo im eisigen, schneebedeckten Norden Kanadas. Im Mittelpunkt der Geschichte steht die statuarisch schöne Jacqueline, die von drei sehr unterschiedlichen Männern, Robert Shaw, dem Corporal Dalrymple und Louis Dumontier, begehrt wird. Der eine, Robert Shaw, ist ein Mörder; er hat im Affekt den Liebhaber seiner Frau umgebracht und floh mit Jacqueline, seiner Sekretärin und Geliebten, hierhin in die Wildnis, in der Hoffnung, untertauchen zu können. Ihn verfolgte der zweite Mann, ein Polizei-Korporal, der rasch beider Identität offenlegt und nunmehr Shaw als seinen Gefangenen zurück in die Zivilisation, in das nächste Stadtgefängnis, bringen will. Der Dritte ist ein Pelztierjäger. Louis Dumontier glaubt, dass es sich bei den Ankömmlingen um ein Filmteam handele, das hier Aufnahmen machen wolle. 
In der lebensabweisenden Wildnis sind die vier auf sich gestellt und müssen, bei aller Rivalität und Feindschaft, einander helfen, um zu überleben. Während Shaw nicht mehr weiter fliehen will und stattdessen sogar seinem Verfolger, dem Corporal, das Leben rettet, ist Louis, der Trapper, mit seiner Erfahrung im Überleben in der Wildnis allen eine große Hilfe. Doch Jacqueline, die diese großen Kraftanstrengungen im klirrend kalten Nirgendwo nicht gewohnt ist, erkrankt infolge ausgiebiger Erschöpfung und stirbt schließlich. Nun ist jeder Grund für Robert verflogen, weiterhin seinem Schicksal entrinnen zu wollen, und er stellt sich den Gegebenheiten. Die Männer beschließen, in die Zivilisation zurückzukehren.

## Produktionsnotizen
Das Gesetz des Nordens, gedreht im winterlichen Schweden (Außenaufnahmen in Lappland) zum Jahresbeginn 1939 und in den Studios von Saint-Maurice (Innenaufnahmen) im Marne-Tal, sollte ursprünglich bei den ersten Filmfestspielen von Cannes im September 1939 vorgestellt werden. Diese fielen jedoch aufgrund des mittlerweile ausgebrochenen Zweiten Weltkriegs aus. Nach der Besetzung Frankreichs durch die Wehrmacht verschwand der Film erst einmal zwei Jahre in den französischen Archiven, fand jedoch am 26. Dezember 1940 seinen Weg in die schwedischen Kinos, wo er offensichtlich seine Uraufführung erlebte. Erst am 7. März 1942 wurde La loi du nord unter dem von den neuen deutschen Machthabern erzwungenen Titel La piste du nord nach zahlreichen, von der deutschen Zensur angeordneten Schnitten in Paris erstaufgeführt. In Deutschland lief der Film erst 1946 an.
Die Bauten entwarf Jean d’Eaubonne. Roland Tual hatte die Produktionsleitung. Paul Fabian und Jean Charpentier dienten als einfache Kameraoperateure unter Chefkameramann Roger Hubert. Charles Spaak soll einigen Quellen gemäß am Drehbuch beteiligt gewesen sein.

## Kritiken
„Dramaturgisch schwach, ethisch ohne Verantwortungsgefühl.“

Im Lexikon des Internationalen Films heißt es: „Ein etwas schwülstiges Melodram mit eindrucksvollen Großaufnahmen, das zu den gelungensten Werken des französischen Kinos der unmittelbaren Vorkriegszeit zählt.“